# Gérard Leman
Pour les articles homonymes, voir Leman.
Gérard Leman (/ləmɑ̃/), né le 8 janvier 1851 à Liège (Belgique) et mort le 17 octobre 1920 à Liège, est un lieutenant-général de l'armée belge, commandant de la Position fortifiée de Liège et de la 3e division d'armée. Il s'est illustré lors de la bataille de Liège en août 1914 ce qui lui a valu, en 1919, le titre nobiliaire de comte.

## Biographie

### Jeunesse
Il est le fils de Georges-Auguste Leman, capitaine d'artillerie et professeur à l'École militaire, et de Marie Gertrude Félicité Kips. Après de brillantes études secondaires à l'Athénée royal de Bruxelles, il entre comme élève à l'École militaire en 1867 et en sort premier de promotion en 1872 avec le grade de lieutenant du génie.

### Carrière militaire

#### Avant la Première Guerre mondiale
Durant la guerre franco-prussienne de 1870, il sert dans un corps d'observation belge. En 1882, il est nommé membre du corps enseignant de l'École royale militaire. En décembre 1902, il est promu colonel. Il est commandant de l'Ecole royale militaire du 26 décembre 1905 à janvier 1914. Il exerce une influence considérable sur la matière militaire enseignée, et pousse notamment les mathématiques.

Durant cette période, il devient aussi le responsable de l'éducation militaire du futur roi Albert Ier.

#### Préparation de Liège
Il est nommé lieutenant-général dans l'infanterie le 26 juin 1912 et membre du Conseil supérieur de la défense nationale. Il est nommé, le 31 janvier 1914, commandant de la position fortifiée de Liège et de la 3e division d'armée. Déterminé à ralentir autant que possible une (encore) hypothétique attaque allemande, il mobilise plus de 18 000 personnes pour renforcer les fortifications bâties, entre 1888 et 1891, par Henri-Alexis Brialmont autour de la ville.
Durant une visite d'un ministre belge[Lequel ?], on[Qui ?] lui fait la remarque que ces travaux, qui sont tournés vers l'Allemagne, compromettent la neutralité de la Belgique telle que définie dans le traité des XXIV articles. Leman, peu impressionné, rétorque que « la Belgique le remerciera si la guerre devait avoir lieu et que si ce n'était pas le cas, qu'on pouvait lui prendre ses étoiles de général »[réf. souhaitée].

#### Bataille de Liège
Le 5 août 1914, la Deutsches Heer, sous le commandement du général Otto von Emmich, apparaît devant Liège et lance un ultimatum. Le général Leman refusant de se rendre, la Position fortifiée de Liège est attaquée et la bataille de Liège débute dans la nuit au 5 au 6 août. À 4 h 30, le quartier général de Leman installé rue Sainte-Foy est attaqué par une compagnie allemande infiltrée. Bien que l'attaque soit repoussée, le général Leman transfère ce qui reste de son quartier général et de son état-major au fort de Loncin commandé par le colonel Victor Naessens.
Les troupes allemandes en présence étant initialement incapables de vaincre et de soumettre les forts, elles doivent attendre l'arrivée des zeppelins et, surtout, de l'artillerie lourde (« Grosse Bertha ») pour ce faire. Après un bombardement intensif qui aura duré 24 heures avant d'atteindre l'arsenal du fort de Loncin, Gérard Leman est capturé, le 15 août, inconscient, fortement commotionné et blessé dans les ruines du fort.

#### Captivité

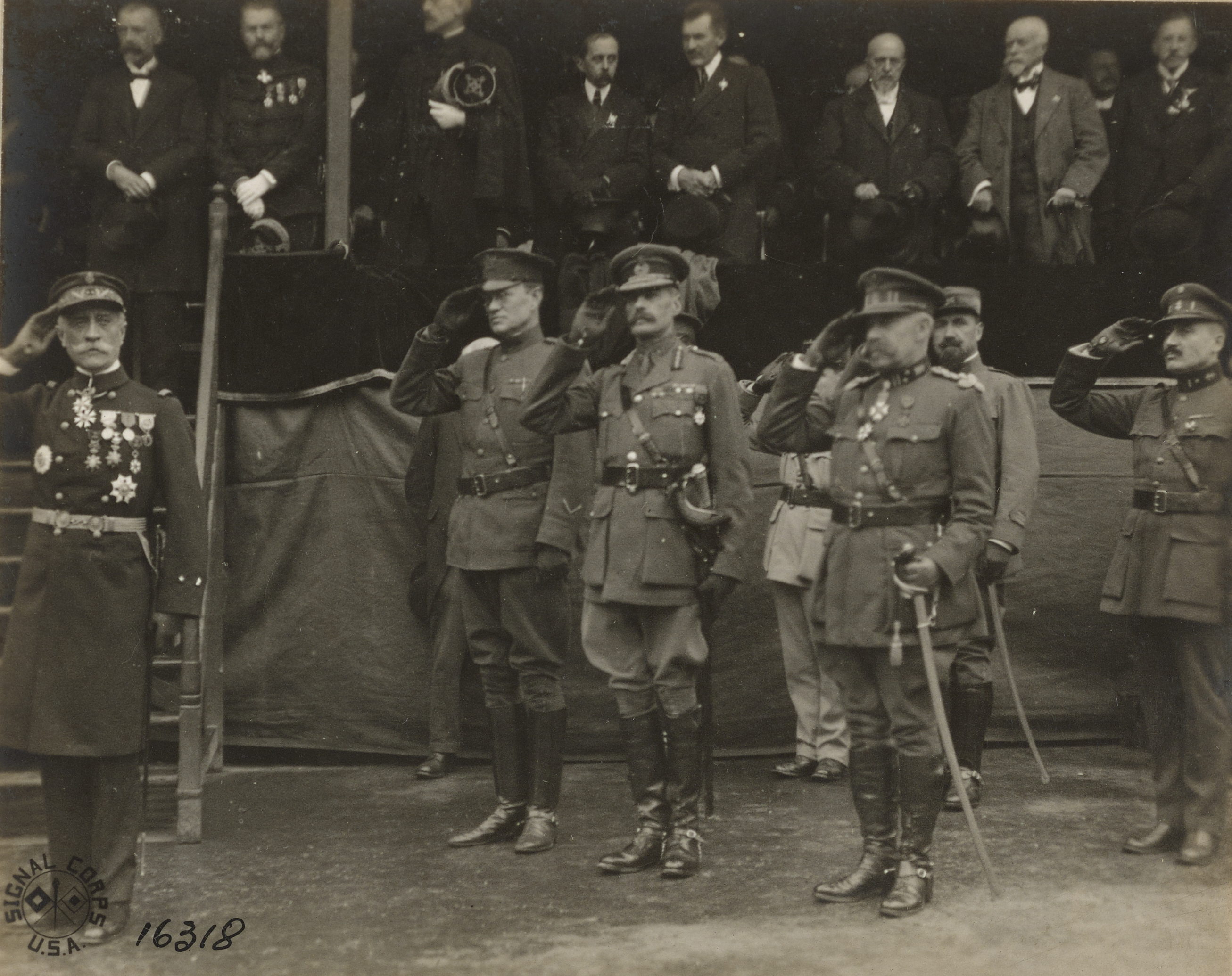
Le 14 juillet 1918 au Havre avec l'amiral Didelot et le général Coulter.

En signe de respect, les Allemands lui permettent de conserver son épée durant sa captivité. Il insiste pour que, sur le rapport de sa capture, soit mentionné le fait qu'il ne s'est pas rendu mais a été capturé inconscient.
Il est d'abord transféré dans la citadelle de Magdebourg où il subit l'amputation d'un orteil le 1er septembre dont la cicatrisation ne s'achève qu'en janvier 1915. Il écrit, entre autres, « j'ai reçu ici des soins médicaux éclairés et dévoués et depuis une dizaine de jours, je vais mieux »
Le général Leman est, alors, déplacé le 7 avril 1915 vers le camp de Blankenburg-im-Mark. Son état de santé devenant préoccupant, car il a des problèmes diabétiques et cardiaques, il est libéré sans conditions le 19 décembre 1917.
Après une convalescence en Suisse, il rejoint le gouvernement belge exilé en France, près du Havre où une réception solennelle est organisée en son honneur le 21 juillet 1918.

#### Après-guerre

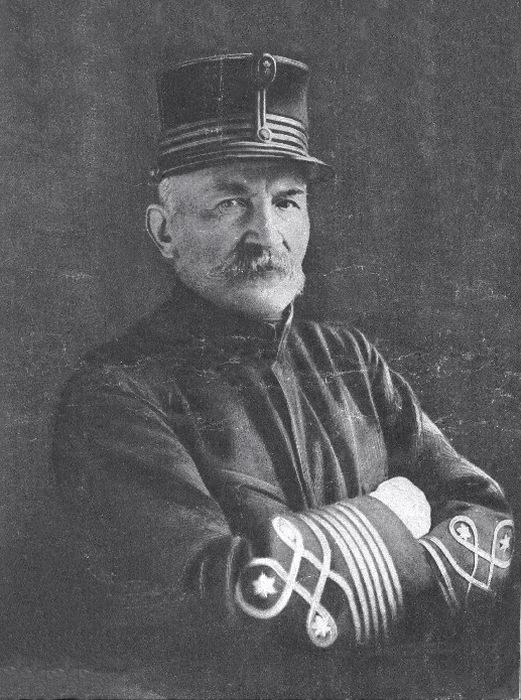
Le général Leman en 1918.

En novembre 1918, il est accueilli en héros dans sa ville natale et s'y installe pour rédiger son Rapport au Roi sur la défense de Liège en août 1914 (édité seulement en 1960). Le roi le maintient dans ses fonctions sans limite d'âge et lui donne ses lettres de noblesse de comte le 15 novembre 1919. Son « rapport » à peine achevé, il meurt le 17 octobre 1920 d'une pneumonie.

## Funérailles
Le gouvernement belge décrète l'organisation d'obsèques nationales. Celles-ci ont lieu le 21 octobre 1920 par un hommage, corps présent, au Palais de la Nation à Bruxelles, avant l'inhumation civile, selon les désirs du défunt, au cimetière d'Ixelles où il repose auprès de ses parents.
Près de 400 étudiants de l'Université libre de Bruxelles, fortement marqués par la Grande Guerre, assisteront aux obsèques sous la bannière de l'Association Générale, du Cercle Solvay, du Cercle Polytechnique et du Cercle des Etudiants Libéraux.

## Distinctions et honneurs
- Concession du titre de Docteur Honoris causa de l'Université de Gand en décembre 1918.
- Concession de noblesse avec le titre de comte transmissible par primogéniture le 15 novembre 1919[10].

| Blason de Comte Gérard Leman | Blason  | D'argent à une enceinte fortifiée de gueules, maçonnée d'argent, accostée de deux branches de lierre au naturel ; au chef tiercé en pal de sable, d'or et de gueules Ornements extérieurs - Pour le titulaire, sommé d'une couronne de comte, et tenu par deux chevaliers d'argent, armés de toutes pièces, la visière levée, la figure de carnation, ceints d'une épée d'argent garnie d'or et tenant un bouclier de gueules au perron liégeois d'or accosté à dextre par la lettre L et à senestre par la lettre G, toutes deux aussi d'or. - Pour les descendants, sommé d'un heaume d'argent, couronné, grillé, colleté et liseré d'or, doublé et attaché de gueules, aux lambrequins d'or et de gueules. - Cimier : un chevalier armé comme les tenants et issant, brandissant une épée d'argent garnie d'or, et tenant de la senestre la lettre L aussi d'or Devise / CriOmnia Patriae (d'or sur un listel de gueules) |
| Blason de Comte Gérard Leman | Détails | - Le bouclier de gueules à une colonne posée sur 3 degrés soutenus de 3 lions couchés et sommée d'une pomme de pin soutenant une croix pattée; la dite colonne accostée à dextre de la lettre L et à senestre de la lettre G, le tout d'or sont aussi les armoiries de la ville de Liège - [[#UOS\|Baron de Ryckman de Betz, Armorial général de la noblesse belge (réimpr. 1957)]], p. 657 Arrêté royal du 15 novembre 1919. |

- grand cordon de l'Ordre de Léopold avec palme ;
- grand officier de l'Ordre de la Couronne ;
- croix de guerre 1914-1918 belge et française ;
- médaille interalliée de la victoire ;
- grand-croix de l'Ordre national de la Légion d'honneur ;
- grand Croix de l'Ordre de Saint-Michel et Saint-Georges de Grande-Bretagne ;
- commandeur de l'Ordre du Sauveur de Grèce ;
- commandeur de l'Ordre de l'Étoile de Roumanie ;
- grand officier de l'Ordre du Mérite Militaire d'Espagne ;
- croix militaire de 1re Classe ;
- médaille commémorative de la guerre 1914-1918 ;
- commandeur de l'Ordre du Double Dragon de Chine impériale ;
- médaille de Liège.

## Ouvrages écrits
- Leçons de statique graphique, 1887 ;
- Cours de résistance des matériaux, 1895 ;
- Note sur la stabilité des routes circulaires, 1900 ;
- Sur l’enseignement de l’analyse infinitésimale, 1901 ;
- Rapport au Roi sur la défense de Liège en août 1914, 1920 (mais édité en 1960 par Georges Hautecler)

## Mémoire

### Dans les noms de lieux
- Belgique :

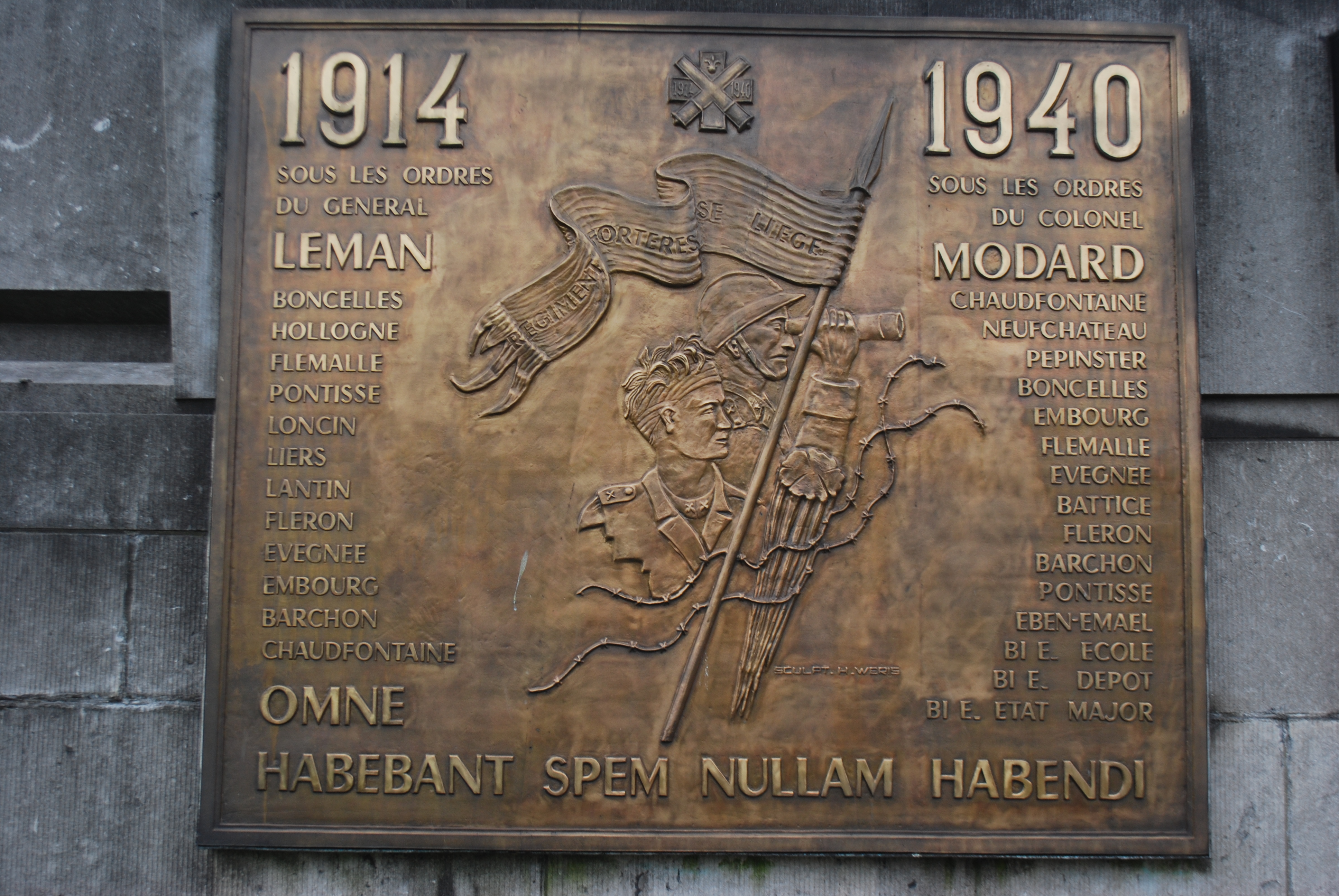
Reliefs commémoratifs du Pont Albert Ier à Liège.

  - à Liège la place de Fragnée est rebaptisée place du Général Leman en 1918,
  - à Etterbeek, la rue des Rentiers est rebaptisée rue Général Leman en novembre 1918. À noter qu'elle avait déjà pris cette dénomination au début de la guerre mais l'occupant allemand avait exigé de revenir à l'ancienne,
  - à Ans, Châtelet, Colfontaine, Dour, Enghien, Flémalle, Frameries, Hensies, Heusy, Hyon, Jemappes, Jemeppe-sur-Meuse, Leuze-en-Hainaut, Mouscron, Nivelles, Rouveroy, Roux, Seneffe et Vezon : l'avenue, la rue ou la place Général Leman,
  - à Assebroek, Berchem, Bourg-Léopold, Hasselt, Hoeilaart, Knokke, Machelen, Wavre-Sainte-Catherine, Leeuw-Saint-Pierre : la Generaal Lemanstraat  ou la Generaal Lemanlaan,
  - à Flémalle : la gare de Leman ;
- Canada :
  - dans les montagnes Rocheuses, le Mount Leman[11] (50° 44′ 00″ N, 115° 24′ 48″ O) et le Leman Lake (50° 45′ 00″ N, 115° 25′ 14″ O) ont tous deux été ainsi renommés en 1918.

### Dans l'art
- Peinture à l'huile réalisée par Edmund Tarbell[1] ;
- Peinture à l'huile de James Ensor intitulée Ensor et Leman parlant peinture, 1890, collection privée[12] ;
- Peinture à l'huile, portrait en pied à l'École Royale Militaire[13] ;
- Émile Verhaeren lui dédie un poème édité en 1916[14].
- Portrait en eau-forte par Servais Detilleux, réalisé en 1919 et conservé au Musée royal de l'armée
- Médaille en bronze de Godefroid Devreese avec sur une face le nom, le grade et le portrait du général Leman et sur l'autre face le corps gisant sur les décombres du fort de Loncin avec l'inscription sur le listel "fort de Loncin 15 août 1914".